# 希特勒回来了 (电影)
《希特勒回来了》（德語：Er ist wieder da）是由大衛·溫德执导的2015年德国喜剧电影。该电影改编提莫·魏穆斯關於阿道夫·希特拉的同名讽刺小说。电影讲述奧立佛麥蘇希扮演的希特勒從1945的納粹德國穿越時空來到2014年的德意志联邦共和国，並從當代社會中再次發現崛起機會的諷刺性寓言。

## 演員
- 奧立佛麥蘇希（英语：Oliver Masucci） 飾演 阿道夫·希特勒
- 法比安·布施（英语：Fabian Busch） 飾演 Fabian Sawatzki
- 卡嘉·瑞曼 飾演 Katja Bellini
- 克里斯托弗·瑪利亞·赫斯特（英语：Christoph Maria Herbst） 飾演 Christoph Sensenbrink
- Franziska Wulf 飾演 Franziska Krömeier
- 麥克·科斯勒（英语：Michael Kessler） 飾演 Michael Witzigmann
- 托馬斯·席爾梅（英语：Thomas Thieme） 飾演 電台主管 Kärrner
- 麥克·奧斯特羅夫斯基（英语：Michael Ostrowski） 飾演 Rico Mancello
- 拉爾斯·儒道夫（英语：Lars Rudolph） 飾演 攤位老闆
- Ramona Kunze-Libnow（德语：Ramona Kunze-Libnow） 飾演 Sawatzki 母親
- Gudrun Ritter（英语：Gudrun Ritter） 飾演 Krömeier 祖母
- 史蒂芬·格羅斯曼（英语：Stephan Grossmann） 飾演 檢察官 Göttlicher